# 포제션 오브 한나 그레이스
포제션 오브 한나 그레이스(The Possession of Hannah Grace)는 미국에서 제작된 디더릭 반 로이옌 감독의 2018년 공포, 미스터리, 스릴러 영화이다. 스타나 캐틱 등이 주연으로 출연하였다.

## 출연

### 주연
- 스타나 캐틱
- 셰이 미첼
- 그레이 데이먼
- 루이스 허섬